# Josep Maria Figueras i Bassols
Josep Maria Figueras i Bassols (Barcelona, 18 de desembre de 1928 - 30 de març de 1994) va ser un empresari i polític català.

## Biografia
Llicenciat en Ciències Químiques, el seu inici al món empresarial va estar lligat a la construcció. El 1953, Figueras va muntar, juntament amb el seu amic Josep Ildefons Suñol l'empresa de construcció Fisu, que més tard prendria el nom d'Hàbitat.
En el sector immobiliari, va promoure l'edificació de gran quantitat d'habitatges en la perifèria barcelonina, així com la urbanització dels terrenys alliberats després de la demolició de l'antic camp de futbol del F.C. Barcelona, Les Corts. No obstant això, va anar més enllà de la mera construcció, sent un dels primers empresaris de la construcció d'Espanya que es va preocupar per dotar a algunes de les seves obres d'excel·lència arquitectònica, promovent edificis com el Trade, obra de Josep Antoni Coderch i de Sentmenat (1965), o els habitatges dels Escalas Park, de Josep Lluís Sert.
Dins del món immobiliari barceloní, Figueras va ser reconegut per ser una persona cultivada i amant de l'art. El 1966, va fundar el Centre d'Estudis d'Història Contemporània.
Després de la mort de Franco, Figueras va entrar en la política, promovent el 1976 el partit liberal Acció Democràtica, el qual es va fusionar al setembre d'aquest any amb la Lliga Liberal Catalana formant la Lliga de Catalunya-Partit Liberal Català per presentar-se a les futures eleccions generals espanyoles de 1977. Després del contundent fracàs en aquestes eleccions (només va obtenir 20.103 vots, un 0,66%), Figueras va abandonar la política i el 1979 fou nomenat president de la Cambra de Comerç, Indústria i Navegació de Barcelona, càrrec des del qual va liderar la creació de nombrosos nous projectes empresarials o la consolidació de la Fira de Mostres de Barcelona (Fira de Barcelona). Figueras va romandre al capdavant de la Cambra de comerç fins a 1991. També va ser president del Consell Superior de Cambres de Comerç d'Espanya entre 1979 i 1986, de la Fira de Mostres de Barcelona entre 1979 i 1987 i el primer president de l'Assemblea de Cambres de Comerç de la Mediterrània.

## Obres
- ¿Qué es el capitalismo? (1976);
- Catalunya com a exemple (1977);
- De El capital al capitalismo (1980).